# 帕兰布
帕兰布（葡萄牙語：Parambu）是巴西塞阿拉州的一个市镇。总面积2303.402平方公里，总人口30692人，人口密度13.3人/平方公里。